# Эустеволл
Эустеволл — коммуна в фюльке Хордаланн, Норвегия. Административный центр муниципалитета — Сторбё. Эустеволл был отделен от Сунн 1 января 1886 года.
Коммуна состоит из нескольких островов, расположенных к юго-западу от Бергена. С 1980-х годов нефтяная промышленность и рыбоводство стали важной отраслью в Эустеволле.

## География
Эустеволл состоит из 667 островов у западного побережья Вестланна. Коммуна находится на общей площади 117,22 км ² и береговой линии длинной 337 км. Высшей точкой в Эустеволле является гора Лоддо (244 метров нум).

### Соседние коммуны
Эустеволл граничит с коммунами Сунн, Ус и Бергеном на севере и северо-востоке, Тюснесе на восток, и Фитьяре и Бёмлу на юге. К западу от Северное море Эустеволл.

## Демография
Из 667 островов только восемь населены круглый год. 29 % жителей живут в густонаселенных районах. 28 % жителям до 17 лет, что составляет 4,4 % по сравнению в среднем по стране. 4,7 % жителей в возрасте 80 лет и старше.

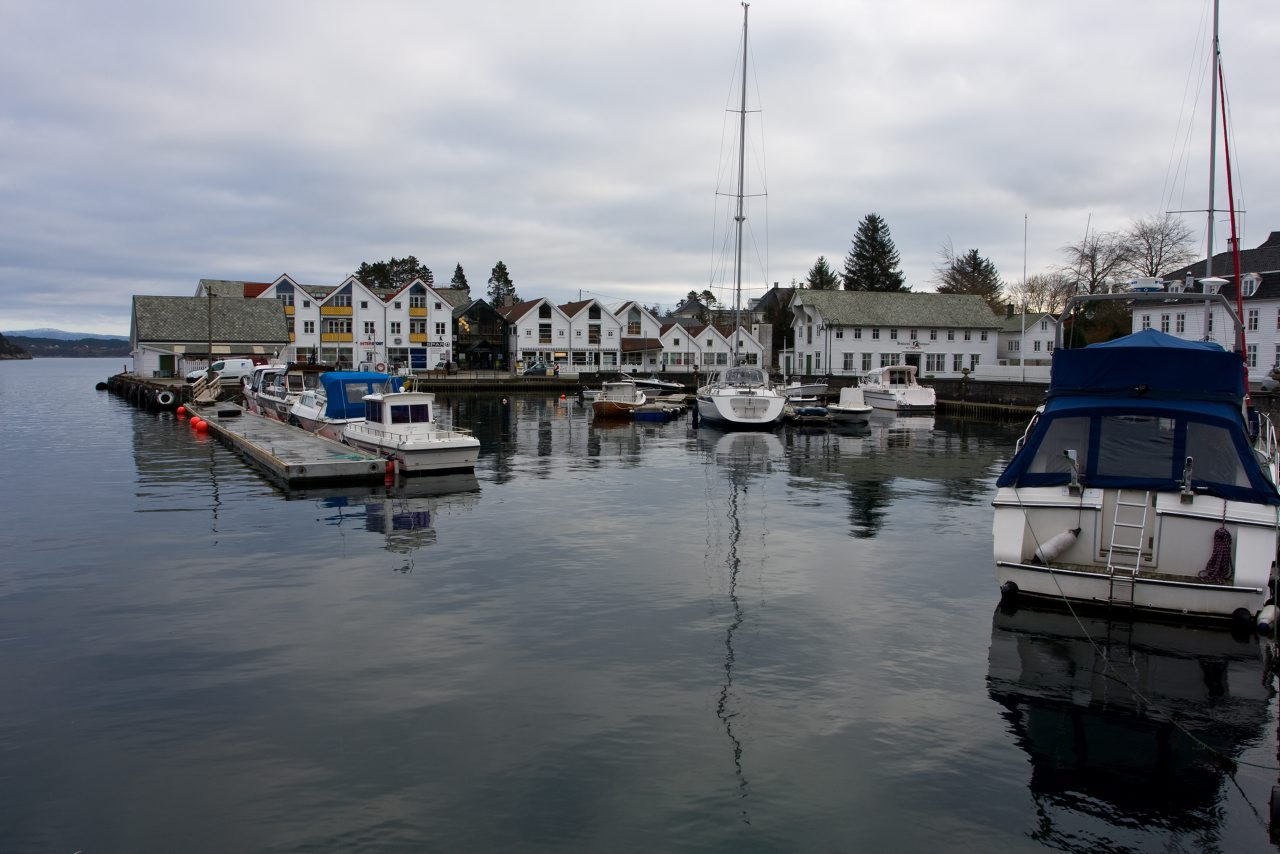
Беккьярвик

| 1769 | 1951 | 1960 | 1970 | 1980 | 1990 | 2000 | 2010 |
| ---- | ---- | ---- | ---- | ---- | ---- | ---- | ---- |
| 1265 | 3231 | 3413 | 3957 | 3893 | 4200 | 4406 | 4571 |

### Деревни
| № п/п | Деревня     | Сельское население (2005) | Население района (2001) |
| ----- | ----------- | ------------------------- | ----------------------- |
| 1     | Сторбё      | 1,032                     | 1,341                   |
| 2     | Беккьярвик  | 355                       | 489                     |
| 3     | Колбейнсвик |                           | 481                     |
| 4     | Виннес      |                           | 378                     |
| 5     | Хауканес    |                           | 235                     |

### Населённые острова
| № п/п | Остров        | Площадь (км²) | Население | Плотность населения (/km²) | Крупнейший населенный пункт | Высшая точка  | Высота высшей точки (м) |
| ----- | ------------- | ------------- | --------- | -------------------------- | --------------------------- | ------------- | ----------------------- |
| 1     | Хуфтарёй      | 50,4          | 2,435     | 48.3                       | Сторбё                      | Лоддо         | 244                     |
| 2     | Сельбьёрн     | 25            | 956       | 38.24                      | Беккьярвик                  | Конгсафьеллет | 185                     |
| 3     | Хундвокёй     | 10,7          | 554       | 51.7                       | Аустевольлсхелла            |               | 61                      |
| 4     | Столмен       | 7,9           | 206       | 26.0                       | Воге                        | Сота          | 60                      |
| 5     | Сторекальсёй  | 6             | 167       | 27.0                       | Баккасунд                   | Мьюкен        | 57                      |
| 6     | Мёкстер       |               | 65        |                            |                             |               |                         |
| 7     | Литльэкальсёй |               | 26        |                            |                             |               |                         |

## Галерея

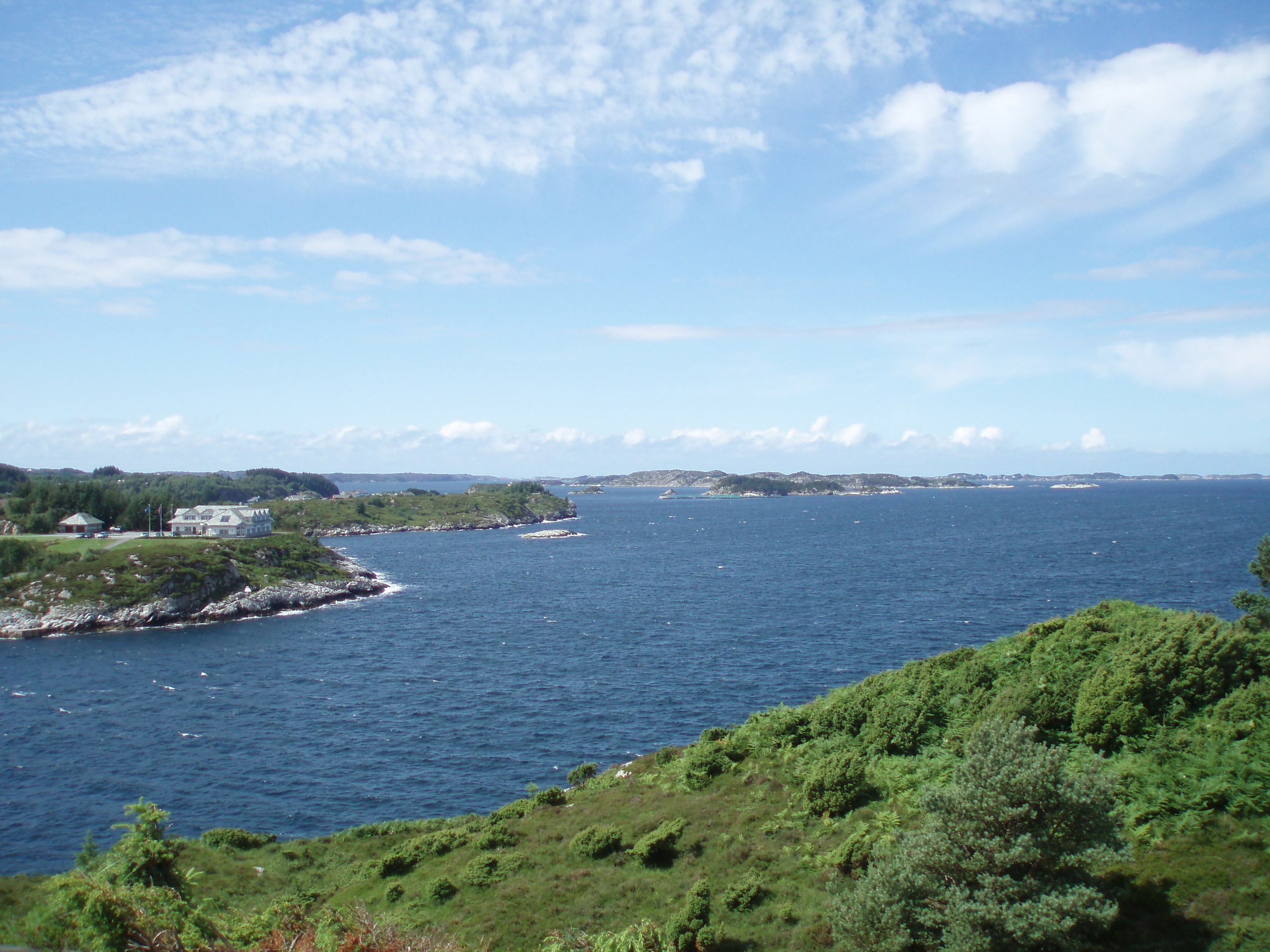
Беккьярвиксундет, между Сельбьёрном и Хуфтарёйем
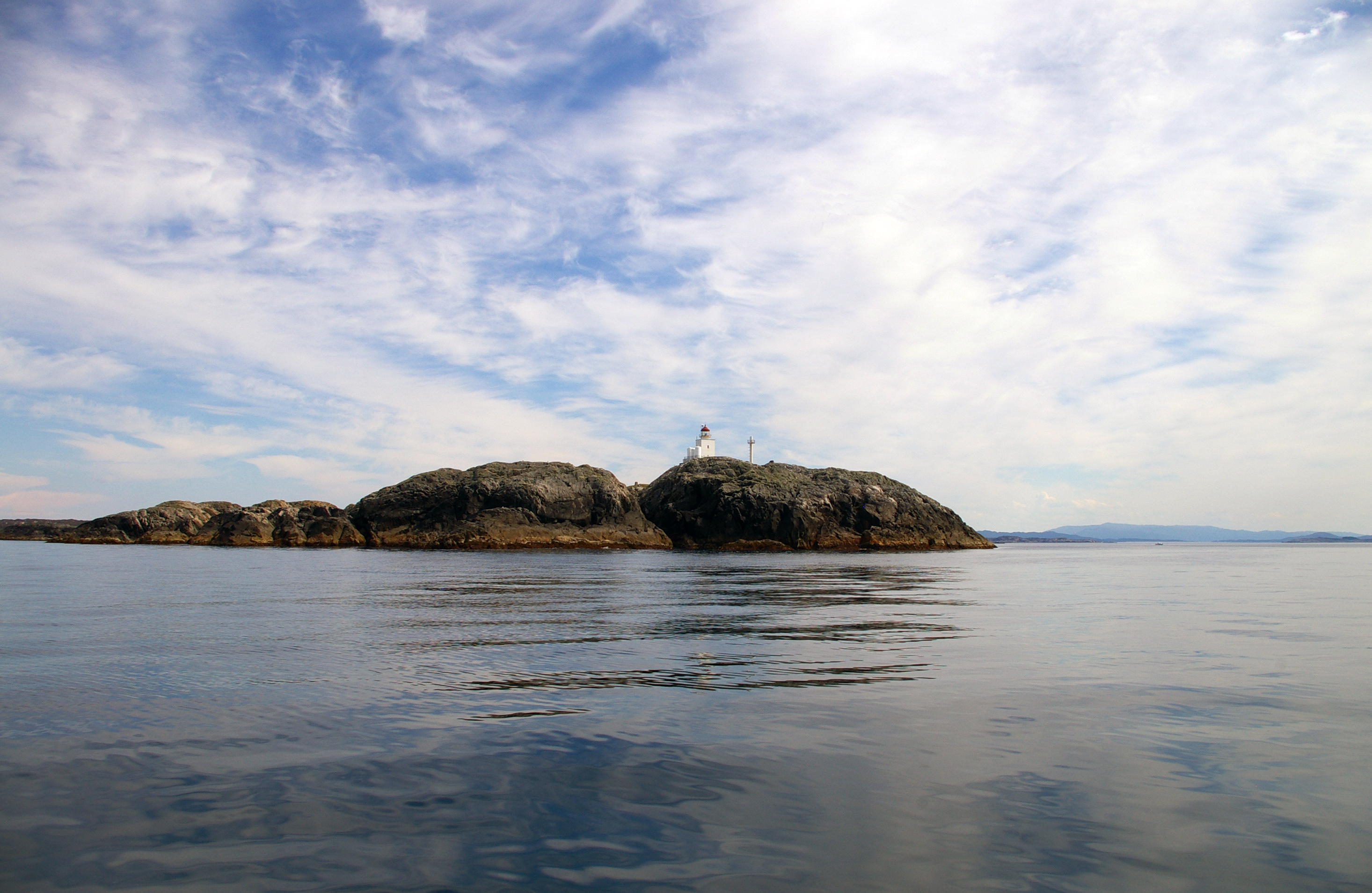
Маяк Марстейн
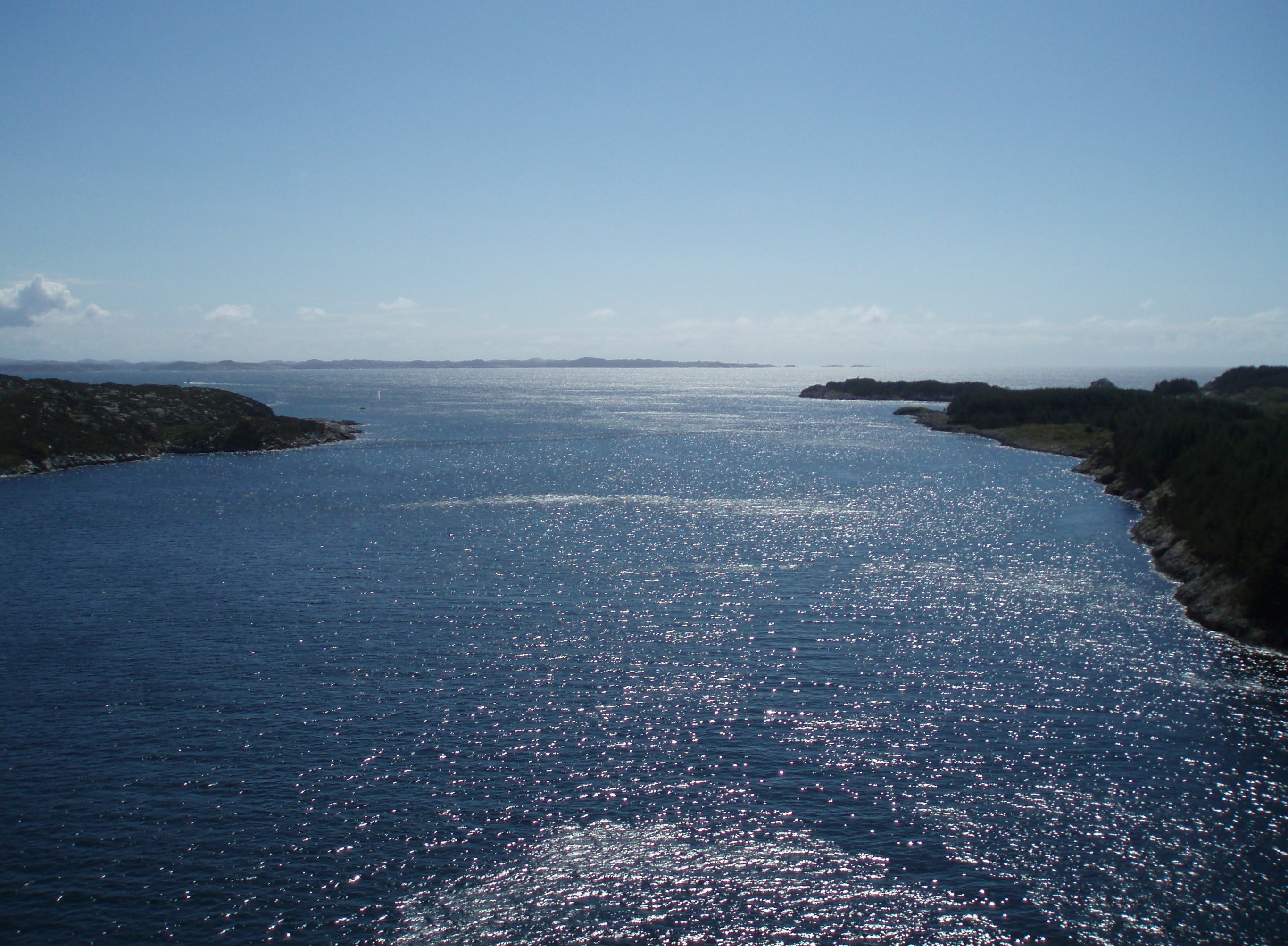
Столмасундет, между Столменом и Сельбьёрном
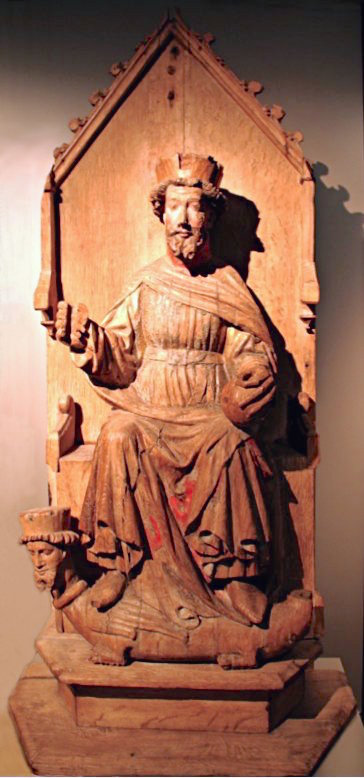
Олаф II из Эустеволльской церкви, Сторбё